# L'Ospite delle 2
L'Ospite delle 2 è stato il primo programma televisivo italiano di genere talk show, trasmesso tra il 1975 e il 1976.

## Il programma
In una scenografia alquanto scarna (salotto con video wall e divani bianchi su sfondo nero), Luciano Rispoli presenta la domenica sul Programma Nazionale, subito dopo il telegiornale delle 13:30, il primo talk show nella storia della televisione italiana. Il programma, incentrato su un argomento a tema, si propone di allietare le domeniche pomeriggio trascorse in casa dagli italiani in un'epoca ancora influenzata dall'austerity, con una chiacchierata insieme a personaggi amati dalla gente, introducendo in casa del telespettatore, con toni tranquilli e casalinghi, una sorta di amico pubblico, di invitato speciale. Tra gli altri, furono lo storico della televisione Michele Sorice e lo scrittore Giuseppe Tabasso a definirlo il "primo talk show italiano", antecedente al Bontà loro di Maurizio Costanzo.
La prima edizione della trasmissione, in onda dal 9 marzo al 4 maggio 1975, ebbe tra gli ospiti Rita Savagnone, Gualtiero De Angelis (invitati nella prima puntata dedicata ai doppiatori), Amedeo Nazzari, Raf Vallone, Pamela Villoresi, la famiglia circense Orfei, Virginia Zeani, Nicola Rossi-Lemeni, Mario Bava, Folco Quilici, Vieri Tosatti, Carlo Franci e Nino Rota.
La seconda edizione andò in onda sempre sul Programma Nazionale dal 28 settembre 1975 al 21 marzo 1976 (ad eccezione del 2 novembre). Tra gli invitati figuravano Renato Rascel, Giulio Macchi, Mario Pescante, Sara Simeoni, Livio Berruti, Oreste Perri, Gualtiero Zanetti, Danilo Mainardi, Riccardo Fellini, Dario Argento, Ennio Ceccarini, Daria Nicolodi, Luca Montezemolo, Clay Regazzoni, Mauro Forghieri, Cesare Maestri, Livio Gratton, Angioletta Corradini, Mino Damato, Renato Carosone, Mario Del Monaco, Giuseppe Rotunno, Valerio Giacomini, Tito Gobbi, Sandro Bolchi, Sergio Giordani, Vito Molinari, Elisabetta Viviani, Giampaolo Rosmino, Bruno Vailati, Maurizio Barendson, Gianni Rivera, Rosanna Marani, Magda Olivero, Ingrid Bergman, Piero Forcella, Armando Trovajoli, Elisabetta Terabust, Amedeo Amodio, Vittoria Ottolenghi, Oreste Lionello, Iaia Fiastri. 
Dall'ottobre del 1976 la fascia oraria dell'Ospite delle 2 viene occupata dal programma Domenica in.